# Madotheca rufescens
Madotheca rufescens là một loài rêu trong họ Porellaceae. Loài này được Steph. mô tả khoa học đầu tiên năm 1916.